# Onder de grond
Onder de grond is een hoorspel van Wolfgang Hildesheimer. Unter der Erde werd op 13 januari 1962 door de Norddeutscher Rundfunk uitgezonden. De VARA zond het uit op woensdag 17 april 1963. De vertaling was van C. Denoyer en S. de Vries jr. regisseerde. Het hoorspel duurde 56 minuten.

## Rolbezetting
- Enny Mols-de Leeuwe (de vrouw)
- Paul Deen (de man)
- Els Buitendijk (inleidster)

## Inhoud
Een echtpaar, voor wie het huwelijk reeds lang een kwelling is, ontdekt bij het omspitten van de tuin een geheimzinnige onderaardse gang. Beiden beweren ze door deze gang te zijn gegaan en onder de grond een zonderling marmeren slot gezien te hebben, maar ze geloven elkaar niet. Wantrouwig en twijfelend, maar aangetrokken door het ondefinieerbare geheim dat achter de vage beschrijvingen kan schuilen, dalen ze ten slotte samen af. Het slot is echter niet te vinden en als ze willen terugkeren, is de uitgang ingestort. In doodsgevaar komen de twee twistende echtelieden plots weer overeen. Als ze echter een reddende tweede uitgang ontdekken, beginnen de oude twisten opnieuw…